# آنتوان فوشری

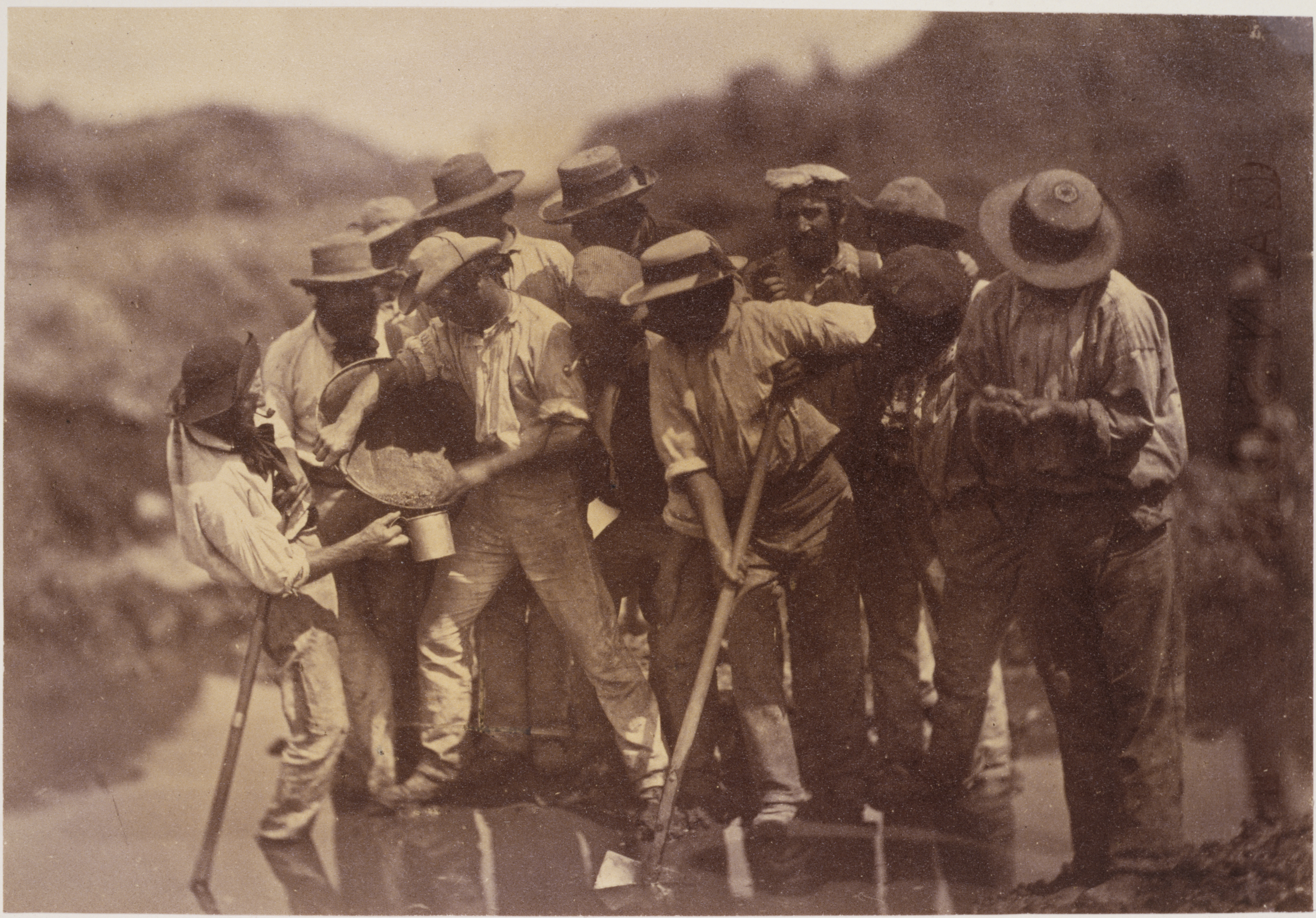
گروهی از حفارها

آنتوان جولین نیکلاس فاوچری (۱۵ نوامبر ۱۸۲۳–۱۸۶۱) یک ماجراجو، نویسنده و عکاس فرانسوی با علائق جمهوری‌خواه بود. او در شورش ملی در لهستان در سال ۱۸۴۸ (قیام لهستان بزرگ) شرکت کرد.

## زندگی‌نامه
آنتوان فاوچری در پاریس، فرانسه به دنیا آمد، پدرش ژولین فاوشری، یک تاجر، و مادرش سوفی ژیلبرت سوره بود. پدر و مادر او که در سال ۱۸۱۸ ازدواج کردند، در سال ۱۸۲۰، سه سال قبل از تولد آنتوان در ۱۵ نوامبر ۱۸۲۳، صاحب یک دختر به نام باربه جولی سوفی شدند. علایق اولیه فاوچری در معماری، نقاشی و حکاکی بود.
آنتوان فاوچری در سال ۱۸۵۸ یک آتلیه عکاسی در ملبورن، استرالیا افتتاح کرد. در آخرین مرحله جنگ دوم تریاک در سال ۱۸۶۰ آنتوان مأموریت یافت که نیروهای فرانسوی را، هنگام پیشرفت به پکن، همراهی کند. او سیزده خبر طولانی از خط مقدم برای لو مونیتور، روزنامه رسمی دولت فرانسه، نوشت. 

## نویسندگی و ماجراجویی
فاوچری از خوش‌شانسی در یک کافه در سال ۱۸۴۴ با شاعر تئودور دو بانویل ملاقات می‌کند که این شروع کار نویسندگی او می‌شود. او بخشی از حلقه بوهمین شد که شامل نویسندگانی به نام آنری مورژه، ژول شامفلوری، شارل بودلر، ژرار دو نروال و تئودور باریر بود و با همراهی آنها حلقه مقالاتی در مجله لو کوقسق ستان ارائه کرد. او پرتره‌هایی از فرانسوا گیزو، الکساندر دوما، ژول ژانین، تئوفیل گوتیه، جواکینو روسینی، اوژن اسکریب، امیل اوژیه و توماس فیلیپون، فرانسوا سرتین دو کانروبرت، و میهن پرست لهستانی آدام چارتوریسکی گرفت، که تعدادی از آنها نیز به تصویر کشیده شدند. او با دوست عکاسش نادار (گاسپارد-فلیکس تورناشون)، در سال ۱۸۴۸ همراه با گروهی از مهاجران فرانسوی و لهستانی ایده‌آلیست که قصد داشتند لهستان را از روسیه آزاد کنند، سفر کرد. با این حال، فاوچری و نادار پول کافی برای حمایت از آنها نداشتند و چند ماه پس از حرکت به فرانسه بازگشتند.

## در استرالیا و بازگشت به اروپا
در ژوئیه ۱۸۵۲ فاوچری با لوئیز، احتمالاً لوئیز ژوزفین گاتینو (که بعداً در ۱۵ ژانویه ۱۸۵۷ در مونت‌مارتر با او ازدواج کرد) از گریوزند به استرالیا رفت و چهار سال را در استرالیا گذراند. زمانی که در ملبورن بود، با الهام از یک کشیش کاتولیک، یکی از هموطنان فرانسوی، به میدان‌های طلا رفت، او دو سال را به حفاری طلا گذراند، اما خودش موفقیت چندانی نداشت، اگرچه شاهد اکتشافات موفق طلا توسط دیگران بود. در بازگشت به ملبورن، کافه استامینت فرانسوی را در خیابان لیتل بورک شماره ۷۶ تأسیس کرد تا به اروپایی‌های مستعمره‌ای که به آنجا می‌آمدند و بیلیارد بازی می‌کردند، خدمت کند. بعداً در یک سرمایه‌گذاری ناموفق یک فروشگاه آذوقه در جیم کرو منطقه‌ای از میدان طلا باز کرد.

## سفرهای آخر و درگذشت
فاوچری در سال ۱۸۵۹ استرالیا را به مقصد مانیل ترک کرد و در سال ۱۸۶۰ دولت فرانسه ۱۰۰۰ فرانک دیگر به او اعطا کرد تا به عنوان عکاس و خبرنگار جنگ به یک هیئت اعزامی نظامی در چین بپیوندد. از ژوئیه تا نوامبر ۱۸۶۰ او در چین بود و گزارش‌های منظمی را به فرانسه می‌فرستاد. فاوچری در حالی که در چین بود بیمار شد و در یوکوهاما، ژاپن، احتمالاً به دلیل گاستریت و اسهال خونی، در ۲۷ آوریل ۱۸۶۱ درگذشت. او در گورستان عمومی خارجی یوکوهاما به خاک سپرده شد.

## نگارخانه
این عکس‌ها توسط فاوچری و ریچارد دینتری گرفته شده است.

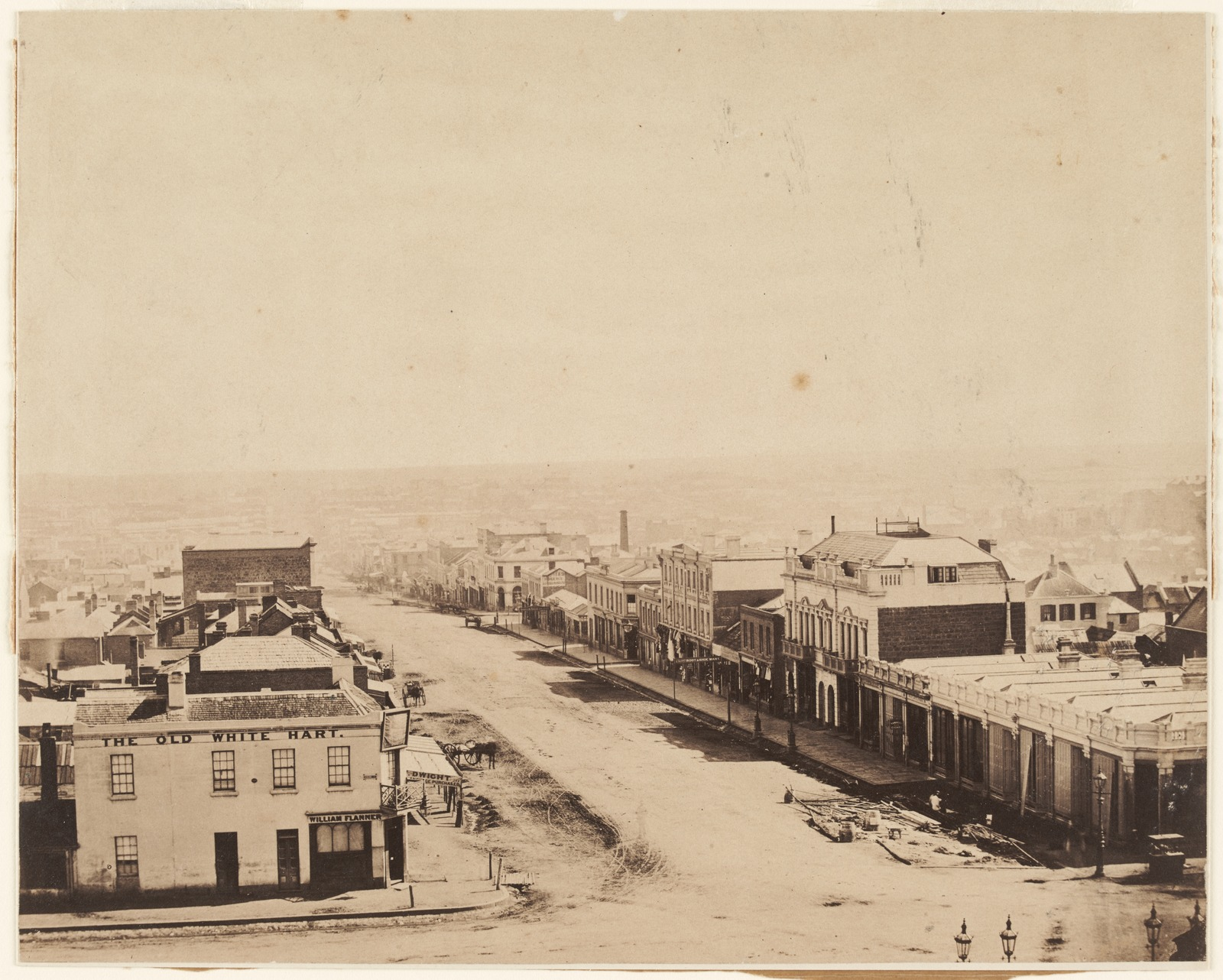
خیابان بورک که از خیابان اسپرینگ، ملبورن، ویکتوریا به سمت غرب است
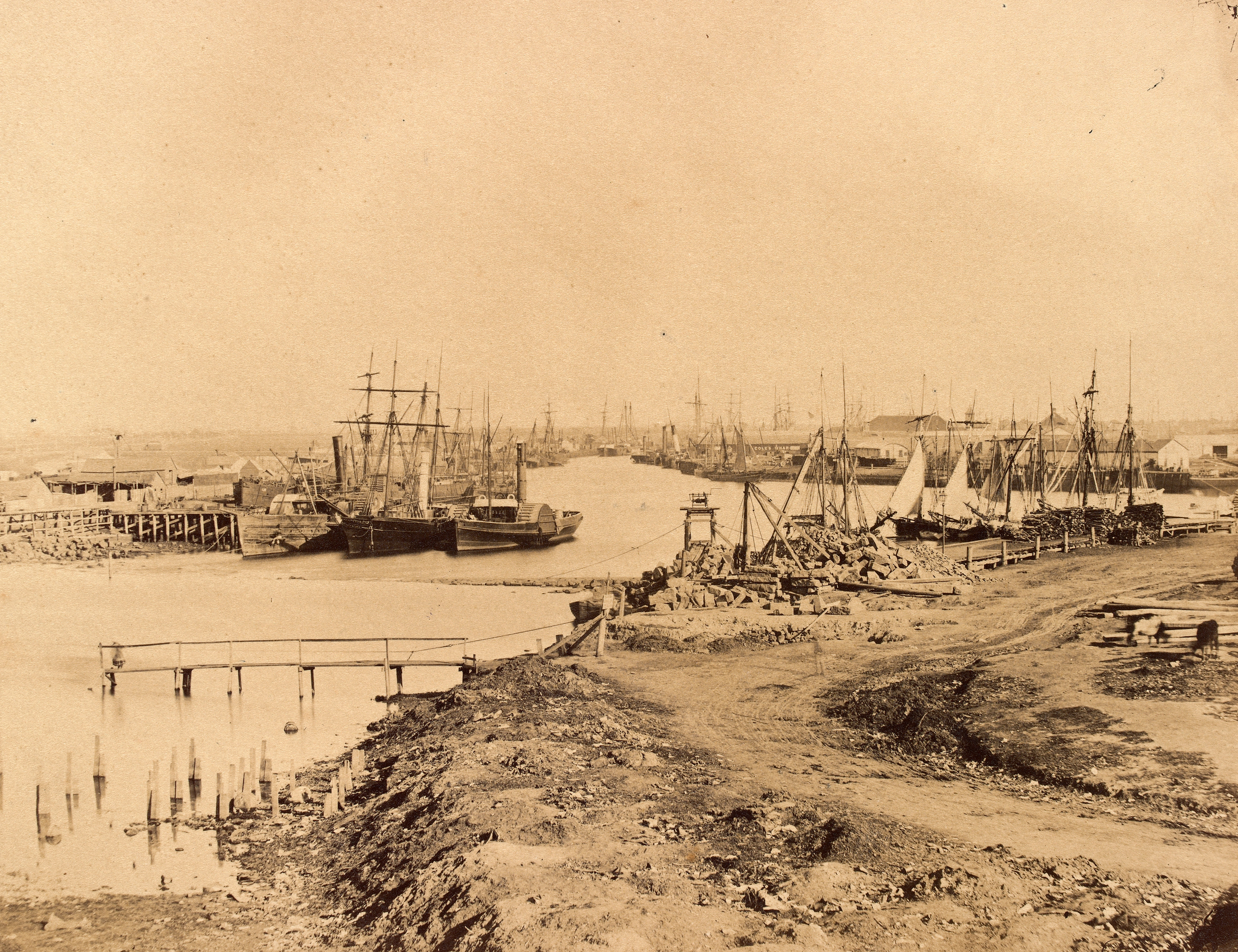
یارا زیر آبشار، ملبورن، ویکتوریا
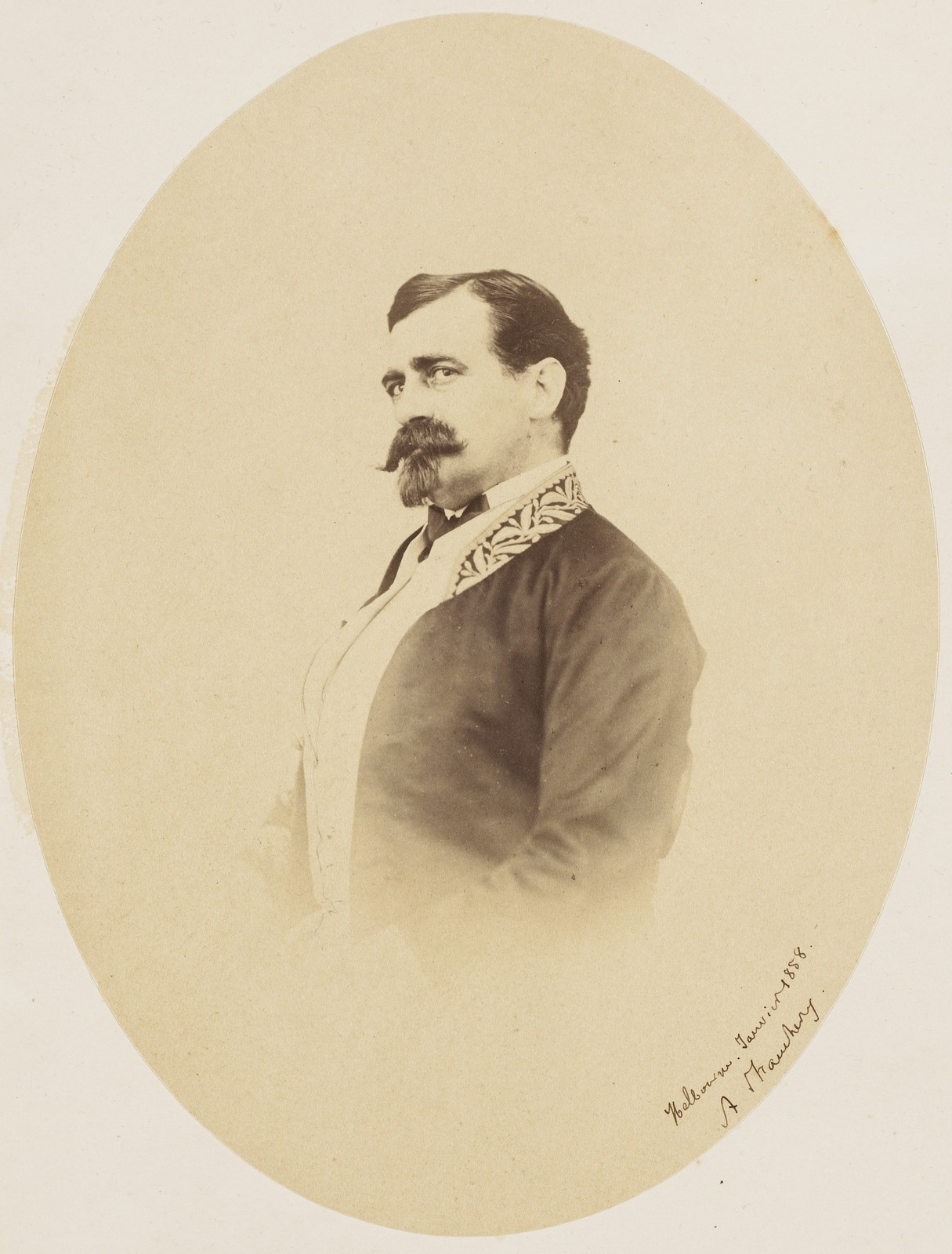
کنت لیونل دو شابریلان (۱۸۱۸-۱۸۵۸) کنسول فرانسه در ملبورن، ۱۸۵۲-۱۸۵۸
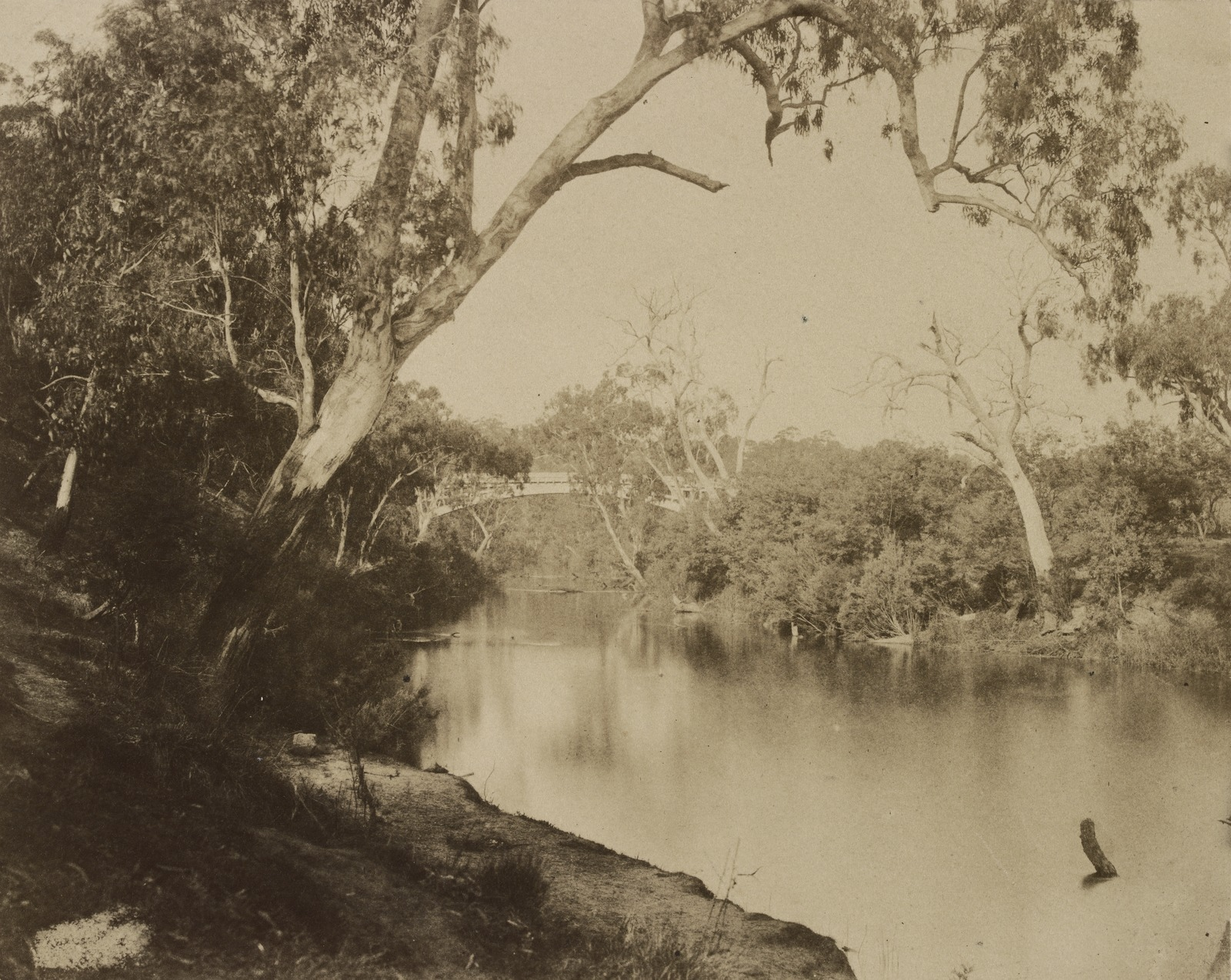
یارا در نزدیکی استادلی پارک، ویکتوریا
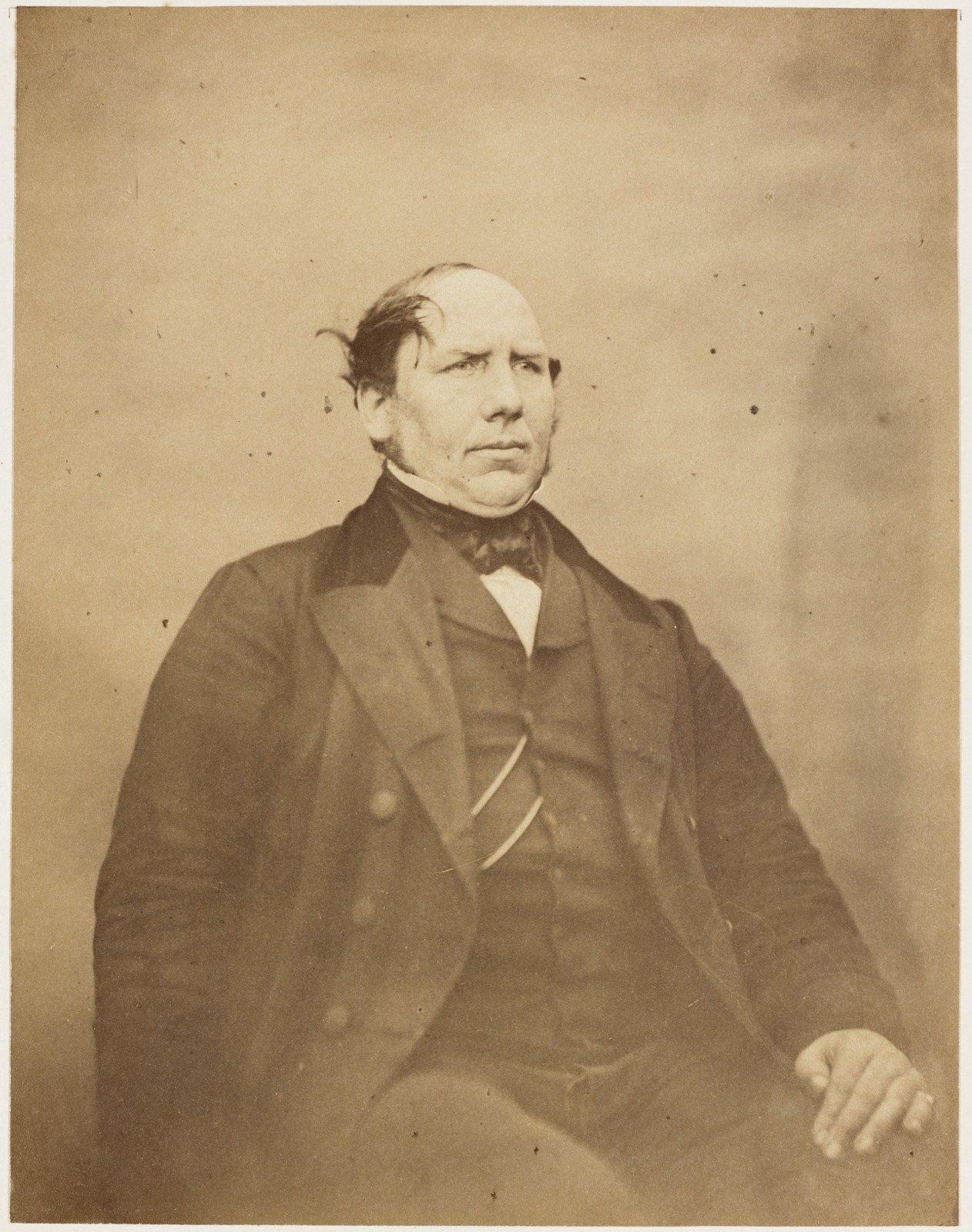
دبیر ارشد محترم جی. اوشاناسی